# 美国国旗日
美国国旗日是美國的一個節日，時間定於每年6月14日，目的是纪念1777年6月14日在第二次大陸會議上美国国旗的采用。

## 歷史
1777年6月14日，美國舉行第二次大陸會議，會議上決定採用十三道条纹和十三颗星星、象徵當時美國十三州的旗帜来代表美国。
1949年8月3日，美國國會批准了《63 Stat.492號》聯合議案，將6月14日定為國旗日。議案中要求總統發布年度公告以號召民眾慶祝該節日，同時，聯邦政府所有建築物上都需懸掛國旗。

### 國旗週
1966年6月9日，美國國會批准《80 Stat.194號》聯合議案。議案中要求總統每年發布公告，將國旗日所在的一周宣布為國旗週，同時號召美國公民在該週內懸掛國旗。